# General Salgado
General Salgado es un municipio brasileño del Estado de São Paulo. La ciudad tiene una población de 10.669 habitantes (IBGE/2010). General Salgado pertenece a la Microrregión de Auriflama.

## Historia
La población surgió alrededor de 1920. El Patrimonio de la Principal de Nuestra Senhora das Dores se originó en tierras donadas del agricultor Coronel Antonino José de Carvalho. El primer nombre de la población fue Palmira, un homenaje a la hija del fundador de la población.
El distrito de paz pasó a llamarse General Salgado, el 7 de enero de 1937, por la ley estatal nº 2.843, así dicho:
En 1953, el Distrito de Villa Áurea es separado de General Salgado para formar el municipio de Auriflama.
En 1991, el distrito de São João de Iracema es elevado a la categoría de municipio, siendo separado de General Salgado.

## Geografía
Se localiza a una latitud 20º38'54" sur y a una longitud 50º21'38" oeste, posee un área de 493,276 km², de los cuales 2,159 km² están en zona urbana, estando a una altitud de 418 metros.

### Demografía
Datos del Censo - 2010
Población Total: 10.669
- Urbana: 9.084
- Rural: 1.585
- Hombres: 5.352[5]
- Mujeres: 5.317

Densidad demográfica (hab./km²): 21,63
Mortalidad infantil hasta 1 año (por mil): 21,20
Expectativa de vida (años): 68,60
Tasa de fertilidad (hijos por mujer): 1,94
Tasa de Alfabetización: 86,25%
Índice de Desarrollo Humano (IDH-M): 0,762
- IDH-M Salario: 0,704
- IDH-M Longevidad: 0,727
- IDH-M Educación: 0,855

(Fuente: IPEAFecha)

### Hidrografía
- Río São José dos Dourados

### Carreteras
- SP-310

## Administración
- Prefecto: Mauro Gilberto Fantini (2009/2012)
- Viceprefecto: Agostinho Dionísio Martins
- Presidente de la cámara: Agenor Cardoso (2009/2010)

## Economía
El municipio de General Salgado está localizado en la parte noroeste del estado de São Paulo, adyacente a la carretera Feliciano Sales Cunha sobre el km 545. Considerado como un municipio de pequeño porte, tiene baja tasa poblacional y una economía basada en la agricultura, ganadería y la industria.

## Religión
El Cristianismo está presente en la ciudad de la siguiente manera:

### Iglesia Católica
La iglesia católica del municipio forma parte de la Diócesis de Jales.

### Iglesia Protestante
En la ciudad están presentes las más diversas creencias evangélicas, principalmente pentecostales, incluidas las Asambleas de Dios de Brasil (la iglesia evangélica más grande del país), Congregación Cristiana, entre otras. Estas denominaciones están creciendo cada vez más en todo Brasil.